# Фіона Ферро
Фіона Ферро (фр. Fiona Ferro) — французька тенісистка бельгійського походження.
Перший титул WTA Ферро здобула в Лозанні на WTA Swiss Open 2019.
Ферро була національною чемпіонкою Франції серед дівчат 12-13-річного віку, 15-16-річного віку та 17-18-річного віку.. Найвище вона піднімалася в рейтингу юніорок  до 27 місця (3 червня 2013).

## Фінали турнірів WTA

### Одиночний розряд: 1 титул
| Результат | В-П | Дата     | Турнір                        | Категорія   | Поверхня | Супротивниця    | Рахунок       |
| --------- | --- | -------- | ----------------------------- | ----------- | -------- | --------------- | ------------- |
| Перемога  | 1–0 | Лип 2019 | Swiss Open, Лозанна           | Міжнародний | Ґрунт    | Алізе Корне     | 6–1, 2–6, 6–1 |
| Перемога  | 2–0 | Сер 2020 | Palermo International, Італія | Міжнародний | Ґрунт    | Анетт Контавейт | 6–2, 7–5      |